# جو سوليكي
جو سوليكي (بالإنجليزية: Joe Solecki؛ مواليد 27 أغسطس 1993) هو مُقاتل فنون قتالية مختلطة أمريكي.

## وصلات خارجية
- جو سوليكي على موقع يو إف سي (الإنجليزية)
- جو سوليكي على موقع شيردوغ (الإنجليزية)
- جو سوليكي على موقع Tapology.com (الإنجليزية)